# Lontra-de-pescoço-pintado
A lontra-de-pescoço-pintado, é uma espécie de lontra do género Hydrictis, sendo a única espécie deste género. Por muito tempo acreditou-se que esta espécie pertenceria ao género Lutra.
Vive em muitas partes da África, inclusive na floresta do Congo. Alimentam-se principalmente de peixes, crustáceos e anfíbios. O comprimento total do corpo da lontra-de-pescoço-pintado varia entre 9,50 centímetros e 1,17 metro.